# Alberche
L'Alberche est un cours d’eau espagnol d'une longueur de 177 km qui coule dans les communautés autonomes de Castille-et-León, Madrid et de Castille-La Manche.